# Kouyéwa
Kouyéwa (auch: Kouréwa) ist ein Dorf in der Landgemeinde Olléléwa in Niger.

## Geographie
Das von einem traditionellen Ortsvorsteher (chef traditionnel) geleitete Dorf liegt in der Landschaft Damergou. Es befindet sich rund 16 Kilometer nordöstlich des Hauptorts Olléléwa der gleichnamigen Landgemeinde, die zum Departement Tanout in der Region Zinder gehört. Zu weiteren Siedlungen in der Umgebung von Kouyéwa zählen Gagaoua im Nordwesten, Guidjigaoua im Norden, Dan Kamsa im Nordosten, Sabon Kafi im Osten und Farara im Süden.
Kouyéwa ist Teil der Übergangszone zwischen Sahara und Sahel. Die durchschnittliche jährliche Niederschlagsmenge beträgt hier zwischen 200 und 300 mm.

## Bevölkerung
Bei der Volkszählung 2012 hatte Kouyéwa 1338 Einwohner, die in 202 Haushalten lebten. Bei der Volkszählung 2001 betrug die Einwohnerzahl 743 in 129 Haushalten und bei der Volkszählung 1988 belief sich die Einwohnerzahl auf 573 in 117 Haushalten.
Die Bevölkerungsdichte in diesem Gebiet ist mit 10 bis 20 Einwohnern je Quadratkilometer relativ gering.

## Wirtschaft und Infrastruktur
Die Siedlung liegt in einem Gebiet des Übergangs zwischen der Naturweidewirtschaft des Nordens und dem Ackerbau des Südens, was zu Landnutzungskonflikten führt. Nachdem die Felder abgeerntet sind, halten sich transhumante Wodaabe-Viehzüchter mit ihren Herden in der Gegend auf. Es gibt eine Schule in Kouyéwa. Beim Dorf verläuft die 366,6 Kilometer lange Nationalstraße 32 zwischen Keita und Sabon Kafi. Die 14,25 Kilometer lange Route 739, eine einfache Landstraße, verbindet Kouyéwa mit dem Nachbardorf Gagaoua.